# LNFA Femenina 2014
La LNFA Femenina 2014 è stata la 5ª edizione del campionato di football americano femminile di primo livello, organizzato dalla FEFA.

## Squadre partecipanti
| Club                   | Città               | Stadio | Sponsor ufficiale | Risultato nella stagione 2013 |
| ---------------------- | ------------------- | ------ | ----------------- | ----------------------------- |
| Badalona Dracs         | Badalona            |        |                   |                               |
| Barberá Rookies        | Barberà del Vallès  |        |                   |                               |
| Barcelona Búfals       | Barcellona          |        |                   |                               |
| Las Rozas Black Demons | Las Rozas de Madrid |        |                   |                               |
| Terrassa Reds          | Terrassa            |        |                   |                               |
| Zaragoza Mustangs      | Saragozza           |        |                   |                               |

## Stagione regolare

### Calendario

#### 1ª giornata
| Barberà del Vallès 26 gennaio 2014, ore 11:00 | Barberá Rookies | 56 – 6 | Badalona Dracs | Instal·lacions de Can Llobet\| Arbitro: \| Parera \| |
| Arbitro:                                      | Parera          |        |                |                                                      |

| Villanueva de Gállego 26 gennaio 2014, ore 13:00 | Zaragoza Mustangs | 11 – 8 | Barcelona Búfals | Municipal\| Arbitro: \| Juncosa \| |
| Arbitro:                                         | Juncosa           |        |                  |                                    |

| Las Rozas de Madrid 26 gennaio 2014, ore 13:30 | Las Rozas Black Demons | 25 – 6 | Terrassa Reds | Campo de Rugby El Cantizal\| Arbitro: \| Mondejar \| |
| Arbitro:                                       | Mondejar               |        |               |                                                      |

#### 2ª giornata
| Badalona 15 febbraio 2014, ore 16:00 | Badalona Dracs | 26 – 47 | Las Rozas Black Demons | Camp Municipal de Montigalà\| Arbitro: \| Fernández \| |
| Arbitro:                             | Fernández      |         |                        |                                                        |

| Barcellona 16 febbraio 2014, ore 11:00 | Barcelona Búfals | 6 – 32 | Barberá Rookies | Camp de Futbol de la Barceloneta\| Arbitro: \| Parera \| |
| Arbitro:                               | Parera           |        |                 |                                                          |

| Terrassa 16 febbraio 2014, ore 12:00 | Terrassa Reds | 24 – 18 | Zaragoza Mustangs | Pistas de Can Jofresa\| Arbitro: \| Cobas \| |
| Arbitro:                             | Cobas         |         |                   |                                              |

#### 3ª giornata
| Las Rozas de Madrid 22 marzo 2014, ore 14:00 | Las Rozas Black Demons | 34 – 40 | Barberá Rookies | Campo de Rugby El Cantizal\| Arbitro: \| Mondejar \| |
| Arbitro:                                     | Mondejar               |         |                 |                                                      |

| Badalona 22 marzo 2014, ore 19:00 | Badalona Dracs | 20 – 26 | Zaragoza Mustangs | Camp Municipal de Montigalà\| Arbitro: \| Rebés \| |
| Arbitro:                          | Rebés          |         |                   |                                                    |

| Terrassa 23 marzo 2014, ore 10:00 | Terrassa Reds | 0 – 9 | Barcelona Búfals | Pistas de Can Jofresa\| Arbitro: \| Quintana \| |
| Arbitro:                          | Quintana      |       |                  |                                                 |

#### 4ª giornata
| 5-6 aprile 2014 | Barberá Rookies | 38 – 13 | Terrassa Reds |  |

| 5-6 aprile 2014 | Zaragoza Mustangs | 0 – 57 | Las Rozas Black Demons |  |

#### 5ª giornata
| Las Rozas de Madrid 3 maggio 2014 | Las Rozas Black Demons | 18 – 25 | Barcelona Búfals | Campo de Rugby El Cantizal |

| Barberà del Vallès 4 maggio 2014 | Barberá Rookies | 50 – 12 | Zaragoza Mustangs | Instal·lacions de Can Llobet |

| Terrassa 4 maggio 2014 | Terrassa Reds | 19 – 14 | Badalona Dracs | Pistas de Can Jofresa |

#### Data incerta
| 2014 | Badalona Dracs | ? – ? | Barcelona Búfals |  |

### Classifica
La classifica della regular season è la seguente:
- PCT = percentuale di vittorie, G = partite giocate, V = partite vinte,  P = partite perse, PF = punti fatti, PS = punti subiti

| Pos. | Squadra                | PCT   | G | V | N | P | PF  | PS  |
| ---- | ---------------------- | ----- | - | - | - | - | --- | --- |
| 1    | Barberá Rookies        | 1.000 | 5 | 5 | 0 | 0 | 216 | 71  |
| 2    | Barcelona Búfals       | .500  | 4 | 2 | 0 | 2 | 48  | 61  |
| 3    | Las Rozas Black Demons | .600  | 5 | 3 | 0 | 2 | 181 | 97  |
| 4    | Terrassa Reds          | .400  | 5 | 2 | 0 | 3 | 62  | 104 |
| 5    | Zaragoza Mustangs      | .400  | 5 | 2 | 0 | 3 | 67  | 159 |
| 6    | Badalona Dracs         | .000  | 4 | 0 | 0 | 4 | 66  | 148 |

## IV Final de la LNFA Femenina
| Calatayud 7-8 giugno 2014 | Barberá Rookies | 21 – 12 | Barcelona Búfals | Ciudad Deportiva |

## Verdetti
- Barberá Rookies Campionesse della Spagna 2014